# Realschule
A Realschule (literalmente escola real)  é um dos quatro tipos de escola secundária da Alemanha.

## Definição
Realschule é um dos tipos de escola secundária da Alemanha. Dura normalmente 6 anos, podendo variar de estado para estado. Ingressa-se na Realschule após concluir o 4º ano da escola primária alemã (em alemão: Grundschule). Nessa passagem, o aluno é triado entre a Hauptschule, a Realschule e o Gymnasium. Pode-se ainda optar pela Gesamtschule.
O Realschule costuma ser recomendado àqueles que gostam tanto da parte prática quando da parte teórica. É um caminho de média duração, em relação aos outros tipos de escola, pois está entre o Gymnasium (9 anos de duração) e a Hauptschule (5 anos).